# Bistum Tournai
Das römisch-katholische Bistum Tournai (lateinisch Dioecesis Tornacensis, französisch Diocèse de Tournai) besteht seit über 1500 Jahren. Der Kirchensprengel umfasst heute die belgische Provinz Hennegau, im Mittelalter auch einen erheblichen Teil der damaligen Grafschaft Flandern.

## Geschichte
Das Bistum wurde im 6. Jahrhundert gegründet und nach der Stadt Tournai benannt. Noch in merowingischer Zeit wurde es dem Erzbistum Reims unterstellt. 626 wurde es mit dem Bistum Noyon vereinigt und zu einem Titularbistum umgewidmet.
Nach der fränkischen Reichsteilung fiel Tounai 940 gemeinsam mit dem Mittelreich an das Ostfrankenreich, das spätere Heilige Römische Reich Deutscher Nation. 1146 erfolgte eine erneute Abtrennung vom Bistum Noyon – Tournai hatte wieder einen eigenen Bischof. Gleichzeitig wurde die Kathedrale Notre-Dame de Tournai neu errichtet.
1434 bis 1438 fand auf dem Konzil von Basel ein Prozess um das Bistum statt. Im Zuge einer Reorganisation der Diözesen in den damaligen Habsburgischen Niederlanden wurde 1559 auf Betreiben von Philipp II. im Norden des Bistums ein erheblicher Teil abgetrennt und darin die Bistümer Gent und Brügge neu gegründet. Tournai wurde dem zum Erzbistum erhobenen Bistum Cambrai unterstellt.
Im Jahr 1801 wurde das Bistum im Zuge einer erneuten kirchlichen Reorganisation in Folge der Französischen Revolution dem Erzbistum Mecheln-Brüssel unterstellt.

## Kathedrale
Die Kathedrale Notre-Dame de Tournai ist Kathedrale des Bistums Tournai.